# Noctambulant
Noctambulant är det andra albumet av det svenska death metal-bandet Spawn of Possession.

## Spår
1. "Inception" – 1:58
2. "Lash by Lash" – 4:10
3. "Solemn They Await" – 3:26
4. "Render My Prey" –  3:56
5. "Eve of Contempt" – 4:13
6. "Sour Flow" – 5:55
7. "By a Thousand Deaths Fulfilled" – 4:08
8. "Dead & Grotesque" – 4:19
9. "In My Own Greed" – 5:26
10. "Scorched" – 4:03

## Medverkande
- Jonas Bryssling - Gitarr
- Jonas Karlsson - Gitarr
- Niklas Dewerud - Bas
- Dennis Röndum - Trummor/sång
- Jonas Renvaktar - Sång

## Medverkande gästartister
- Robbe K - Sång (Disavowed & Arsebreed)
- Dusty Boisjolie - Sång (Severed Savior)
- Pat O`Brien - Gitarrsolo (Cannibal Corpse)